# Lomelosia cretica
Lomelosia cretica es una especie de planta vivaz poco leñosa de la familia de la caprifoliáceas anteriormente era llamada Scabiosa cretica.

## Descripción
Planta de algo más de medio metro; vivaz, con múltiples tallos en su parte inferior leñosos, con pelos blanquecinos, formando matas. Hojas enteras de (2,5)3-20 mm de anchura, lanceoladas o lanceolado-espatuladas, concentradas en la base del tallo; con pelos en ambas caras de la hoja.  Capítulos de hasta 50 mm de diámetro en la antesis (floración), con pedúnculo muy largo, de hasta 30 cm, corola rosa violeta, densamente pelosa en el exterior, asimétrica de 17-28mm; involucelos 10-17 mm. Fruto en aquenio.

## Hábitat y distribución
Paredes rocosas, cerca de los acantilados.
En las islas Baleares: Mallorca, Menorca, Ibiza, Formentera, Cabrera, Dragonera.
Sur de Italia y Sicilia.

## Taxonomía
Basónimo: Scabiosa cretica Carlos Linneo, descrito en Species Plantarum: 100 (1753)
- Lomelosia cretica (L.) Greuter & Burdet publicado en Willdenowia, 15(1): 74. (1985).

## Sinonimia
- Asterocephalus creticus (L.) Spreng. en: Syst. 1: 380. (1824).[9]
- Scabiosa cretica L. en: Sp. Pl. 100. (1753).[10]
- Trochocephalus creticus (L.) Á.Löve & D.Löve en: Preslia, 46(2): 133. (1974).[11]
- Zygostemma creticum (L.) Tiegh. en Ann. Sc. Nat. Ser. IX. 10: 164. (1909)[12]